# 우디어
우디어(Udi)는 러시아 다게스탄 남부에서 아제르바이잔에 걸쳐 거주하는 우디족이 사용하는 북동캅카스어족 레즈기어파의 언어이다. 이 언어의 초기 형태가 과거 이 지역에 위치하던 캅카스 알바니아에서 쓰인 언어라고 추정되고 있다.
화자는 아제르바이잔의 개밸래구의 니즈(Nic) 마을과 오구스구에 분포하며, 러시아의 북캅카스 지역 등지에도 화자 집단이 있다.

## 음운

### 모음
|        | 전설 모음 | 중설 모음 | 후설 모음 |
| ------ | --------- | --------- | --------- |
| 고모음 | i iˤ      |           | u uˤ      |
| 중모음 | ɛ ɛˤ      | ə         | ɔ ɔˤ      |
| 저모음 |           |           | ɑ ɑˤ      |

### 자음
|        |        | 순음 | 치음 | 치경음 | 치경음 | 경구개음 | 연구개음 | 구개수음 | 성문음 |
| 연음   | 경음   | 순음 | 치음 |        |        | 경구개음 | 연구개음 | 구개수음 | 성문음 |
| ------ | ------ | ---- | ---- | ------ | ------ | -------- | -------- | -------- | ------ |
| 비음   | 비음   | m    | n    |        |        |          |          |          |        |
| 파열음 | 유성음 | b    | d    |        |        |          | ɡ        |          |        |
| 파열음 | 무성음 | p    | t    |        |        |          | k        | q        |        |
| 파열음 | 방출음 | pʼ   | tʼ   |        |        |          | kʼ       | qʼ       |        |
| 파찰음 | 유성음 |      | d͡z   | d͡ʒ     | d͡ʒː    |          |          |          |        |
| 파찰음 | 무성음 |      | t͡s   | t͡ʃ     | t͡ʃː    |          |          |          |        |
| 파찰음 | 방출음 |      | t͡sʼ  | t͡ʃʼ    | t͡ʃʼː   |          |          |          |        |
| 마찰음 | 무성음 | f    | s    | ʃ      | ʃː     |          | x        | x        | h      |
| 마찰음 | 유성음 | v    | z    | ʒ      | ʒː     |          | ɣ        | ɣ        |        |
| 전동음 | 전동음 |      |      | r      |        |          |          |          |        |
| 접근음 | 접근음 |      | l    |        |        | j        |          |          |        |

## 같이 보기
- 캅카스 제어